# Kātol
Kātol är en ort i Indien.   Den ligger i distriktet Nagpur och delstaten Maharashtra, i den centrala delen av landet, 800 km söder om huvudstaden New Delhi. Kātol ligger 413 meter över havet och antalet invånare är 41 893.
Terrängen runt Kātol är platt. Runt Kātol är det ganska tätbefolkat, med 248 invånare per kvadratkilometer. Kātol är det största samhället i trakten. Trakten runt Kātol består till största delen av jordbruksmark.